# Élections présidentielles sous la Cinquième République dans l'Aveyron
Depuis l'adoption de la Constitution de la Cinquième République française en 1958, dix élections présidentielles ont eu lieu afin d'élire le président de la République. Cette page présente les résultats de ces élections dans l'Aveyron.

## Synthèse des résultats du second tour
Jusqu'en 2007, l'Aveyron votait traditionnellement plus à droite que la France. En 2012, le département a placé en tête du second tour François Hollande avec près de trois points de plus qu'au niveau national, et avait déjà en 2007, mis Ségolène Royal à plus de deux points qu'au niveau national. En 2017, Emmanuel Macron est arrivé en tête avec plus de sept points de plus. Il est à noter que le  Front national, lors de ses deux présences au second tour fait six points de moins que la moyenne nationale.
| 2022 | Emmanuel Macron (60,07 %) (France : 58,55 %) | Marine Le Pen (39,93 %) (France : 41,45 %) | 77,45 % (France : 71,99 %) | 9,22 % (France : 6,23 %) |

| 2017 | Emmanuel Macron (72,81 %) (France : 66,10 %) | Marine Le Pen (27,19 %) (France : 33,90 %) | 79,89 % (France : 77,77 %) | 2,49 % (France : 2,47 %) |

| 2012 | François Hollande (54,42 %) (France : 51,64 %) | Nicolas Sarkozy (45,58 %) (France : 48,36 %) | 85,3 % (France : 80,35 %) | 2,44 % (France : 5,82 %) |

| 2007 | Nicolas Sarkozy (50,83 %) (France : 53,06 %) | Ségolène Royal (49,17 %) (France : 46,94 %) | 11,79 % (France : 83,97 %) | 4,02% (France : 4,20 %) |

| 2002 | Jacques Chirac (88,14 %) (France : 82,21 %) | J.-M. Le Pen (11,86 %) (France : 17,79 %) | 78,21 % (France : 79,71 %) | 4,78 % (France : 3,38 %) |

| 1995 | Jacques Chirac (55,87 %) (France : 52,64 %) | Lionel Jospin (44,13 %) (France : 47,36 %) | 83,44 % (France : 78,38 %) | 3,46 % (France : 2,81 %) |

| 1988 | François Mitterrand (50,51 %) (France : 54,02 %) | Jacques Chirac (49,49 %) (France : 45,98 % %) | 84,51 % (France : 81,35 %) | 2,34 % (France : 2,00 %) |

| 1981 | François Mitterrand (48,11 %) (France : 51,76 %) | Valéry Giscard d'Estaing (51,89 %) (France : 48,24 %) | 82,96 % (France : 81,09 %) | 1,99 % (France : 1,62 %) |

| 1974 | Valéry Giscard d'Estaing (56,61 %) (France : 50,81 %) | François Mitterrand (43,39 %) (France : 49,19 %) | 85,49 % (France : 84,23 %) | 1,09 % (France : 0,92 %) |

| 1969 | Georges Pompidou (65,04 %) (France : 58,21 %) | Alain Poher (34,96 %) (France : 41,79 %) | 80,34 % (France : 77,59 %) | 1,66 % (France : 1,29 %) |

| 1965 | Charles de Gaulle (56,38 %) (France : 55,20 %) | François Mitterrand (43,62 %) (France : 44,80 %) | 84,26 % (France : 84,75 %) | 1,39 % (France : 1,01 %) |

|  | ▲ |

## Résultats détaillés par scrutin

### 2022
Arrivé en tête du premier tour, le président sortant Emmanuel Macron (27,85 %) affronte Marine Le Pen (23,15 %), un duel identique à celui du scrutin de 2017. C'est la deuxième fois qu'un second tour opposant les mêmes candidats à deux scrutins présidentiels consécutifs a lieu après ceux où se sont affrontés Valéry Giscard d'Estaing et François Mitterrand en 1974 et 1981.
En troisième position avec 21,95 % des voix, Jean-Luc Mélenchon réalise le score le plus élevé de ses trois candidatures et arrive largement en tête de la gauche, mais échoue à accéder au second tour, avec environ 400 000 voix de moins que Marine Le Pen.
Une nouvelle fois, les partis politiques traditionnels sont absents du second tour, dans des proportions encore plus importantes que lors de la précédente élection. Le Parti socialiste et Les Républicains, représentés respectivement par Anne Hidalgo et Valérie Pécresse, s'effondrent avec des scores historiquement faibles et n'atteignent pas le seuil des 5 %, condition permettant d'être remboursé des frais de campagne.
Le second tour voit Emmanuel Macron l'emporter par 58,55 % des suffrages exprimés, permettant ainsi au président sortant d'entamer un second mandat. Le septennat ayant été aboli en 2000, il devient ainsi le premier président de la République française à être réélu pour un deuxième quinquennat, le deuxième président de la Cinquième République réélu hors période de cohabitation et le quatrième président de la Cinquième République réélu.
Dans l'Aveyron, Emmanuel Macron arrive en tête du premier tour avec 27,75 % des exprimés, suivi de Marine Le Pen  (20,10 %), Jean-Luc Mélenchon (19,15 %), Jean Lassalle (8,67 %) et Éric Zemmour (5,92 %). Au second tour, les électeurs ont voté à 60,07 % pour Emmanuel Macron contre 39,93 % pour Marine Le Pen avec un taux de participation de 77,45 % des inscrits.
| Candidats                | Candidats                | Partis                   | Premier tour | Premier tour | Second tour | Second tour |
| Candidats                | Candidats                | Partis                   | Voix         | %            | Voix        | %           |
| ------------------------ | ------------------------ | ------------------------ | ------------ | ------------ | ----------- | ----------- |
|                          | Emmanuel Macron          | LREM                     | 47 430       | 27,75        | 89 953      | 60,07       |
|                          | Marine Le Pen            | RN                       | 34 357       | 20,10        | 59 790      | 39,93       |
|                          | Jean-Luc Mélenchon       | LFI                      | 32 734       | 19,15        |             |             |
|                          | Jean Lassalle            | RES                      | 14 825       | 8,67         |             |             |
|                          | Éric Zemmour             | REC                      | 10 112       | 5,92         |             |             |
|                          | Valérie Pécresse         | LR                       | 9 988        | 5,84         |             |             |
|                          | Yannick Jadot            | EELV                     | 6 746        | 3,95         |             |             |
|                          | Fabien Roussel           | PCF                      | 4 515        | 2,64         |             |             |
|                          | Anne Hidalgo             | PS                       | 4 470        | 2,62         |             |             |
|                          | Nicolas Dupont-Aignan    | DLF                      | 3 477        | 2,03         |             |             |
|                          | Philippe Poutou          | NPA                      | 1 354        | 0,79         |             |             |
|                          | Nathalie Arthaud         | LO                       | 894          | 0,52         |             |             |
|                          |                          |                          |              |              |             |             |
| Votes valides            | Votes valides            | Votes valides            | 170 898      | 97,30        | 149 745     | 88,09       |
| Votes blancs             | Votes blancs             | Votes blancs             | 3 079        | 1,75         | 13 943      | 8,20        |
| Votes nuls               | Votes nuls               | Votes nuls               | 1 654        | 0,94         | 6 301       | 3,71        |
| Total                    | Total                    | Total                    | 175 635      | 100          | 169 989     | 100         |
| Abstention               | Abstention               | Abstention               | 43 833       | 19,97        | 49 491      | 22,55       |
| Inscrits / participation | Inscrits / participation | Inscrits / participation | 219 468      | 80,03        | 219 480     | 77,45       |

### 2017
Le premier tour de l'élection présidentielle de 2017 voit s'affronter onze candidats. Emmanuel Macron arrive en tête devant Marine Le Pen et tous deux se qualifient pour le second tour. Néanmoins, avec François Fillon et Jean-Luc Mélenchon, les scores des quatre candidats ayant recueilli le plus de voix sont serrés (4,43 points entre le 1er et le 4e). Pour la première fois, aucun des candidats des deux partis politiques pourvoyeurs jusque-là des présidents de la Ve République, n'est présent au second tour. Celui-ci se tient le dimanche 7 mai et se solde par la victoire d'Emmanuel Macron, avec un total de 20 753 798 bulletins de vote en sa faveur, soit 66,10 % des suffrages exprimés, face à la candidate du Front national, qui recueille 33,90 %. Le scrutin est néanmoins marqué par une forte abstention et par un record de votes blancs ou nuls. 
Dans l'Aveyron, Emmanuel Macron arrive en tête du premier tour avec 25,83 % des exprimés, suivi de François Fillon (20,78 %), Jean-Luc Mélenchon (19,66 %), Marine Le Pen (16,2 %) et Benoît Hamon (6,16 %). Au second tour, les électeurs ont voté à 72,81 % pour Emmanuel Macron contre 27,19 % pour Marine Le Pen avec un taux de participation de 79,89 % des inscrits.
|             | EM          | Emmanuel Macron       | 45 584  | 25,83 %    | 109 340 | 72,81 %    |  |  |
|             | LR          | François Fillon       | 36 664  | 20,78 %    |         |            |  |  |
|             | LFi         | Jean-Luc Mélenchon    | 34 689  | 19,66 %    |         |            |  |  |
|             | FN          | Marine Le Pen         | 28 588  | 16,2 %     | 40 838  | 27,19 %    |  |  |
|             | PS          | Benoît Hamon          | 10 878  | 6,16 %     |         |            |  |  |
|             | DlF         | Nicolas Dupont-Aignan | 8 554   | 4,85 %     |         |            |  |  |
|             | RES         | Jean Lassalle         | 6 461   | 3,66 %     |         |            |  |  |
|             | NPA         | Philippe Poutou       | 2 322   | 1,32 %     |         |            |  |  |
|             | UPR         | François Asselineau   | 1 304   | 0,74 %     |         |            |  |  |
|             | LO          | Nathalie Arthaud      | 1 106   | 0,63 %     |         |            |  |  |
|             | SeP         | Jacques Cheminade     | 313     | 0,18 %     |         |            |  |  |
|             |             |                       |         |            |         |            |  |  |
|             |             |                       | Nombre  | % inscrits | Nombre  | % inscrits |  |  |
| Inscrits    | Inscrits    | Inscrits              | 218 276 |            | 218 097 |            |  |  |
| Abstentions | Abstentions | Abstentions           | 36 378  | 16,67 %    | 43 851  | 20,11 %    |  |  |
| Votants     | Votants     | Votants               | 181 898 | 83,33 %    | 174 246 | 79,89 %    |  |  |
|             |             |                       |         |            |         |            |  |  |
|             |             |                       |         | % votants  |         | % votants  |  |  |
| Blancs      | Blancs      | Blancs                | 3 630   | 1,66 %     | 16 715  | 7,66 %     |  |  |
| Nuls        | Nuls        | Nuls                  | 1 805   | 0,83 %     | 7 353   | 3,37 %     |  |  |
| Exprimés    | Exprimés    | Exprimés              | 176 463 | 80,84 %    | 150 178 | 68,86 %    |  |  |

### 2012
Hollande, désigné par le PS à la suite d'une primaire ouverte, devance Sarkozy dès le premier tour de l'élection présidentielle de 2012 : c'est la première fois qu'un président sortant est ainsi devancé. Au second tour, Sarkozy est battu mais par un écart plus faible qu'attendu.
Dans l'Aveyron, François Hollande arrive en tête du premier tour avec 29,44 % des exprimés, suivi de Nicolas Sarkozy (25,51 %), Marine Le Pen (14,1 %), François Bayrou (12,55 %) et Jean-Luc Mélenchon (12,26 %). Au second tour, les électeurs ont voté à 54,42 % pour François Hollande contre 45,58 % pour Nicolas Sarkozy avec un taux de participation de 85,75 % des inscrits.
|                | PS             | François Hollande     | 53 493  | 29,44 %    | 95 302  | 54,42 %    |  |  |
|                | UMP            | Nicolas Sarkozy       | 46 351  | 25,51 %    | 79 806  | 45,58 %    |  |  |
|                | FN             | Marine Le Pen         | 25 619  | 14,1 %     |         |            |  |  |
|                | MoDem          | François Bayrou       | 22 809  | 12,55 %    |         |            |  |  |
|                | FG             | Jean-Luc Mélenchon    | 22 282  | 12,26 %    |         |            |  |  |
|                | EELV           | Eva Joly              | 4 243   | 2,34 %     |         |            |  |  |
|                | DLF            | Nicolas Dupont-Aignan | 3 095   | 1,7 %      |         |            |  |  |
|                | NPA            | Philippe Poutou       | 2 417   | 1,33 %     |         |            |  |  |
|                | LO             | Nathalie Arthaud      | 969     | 0,53 %     |         |            |  |  |
|                | S&P            | Jacques Cheminade     | 435     | 0,24 %     |         |            |  |  |
|                |                |                       |         |            |         |            |  |  |
|                |                |                       | Nombre  | % inscrits | Nombre  | % inscrits |  |  |
| Inscrits       | Inscrits       | Inscrits              | 218 347 |            | 218 289 |            |  |  |
| Abstentions    | Abstentions    | Abstentions           | 32 095  | 14,7 %     | 31 109  | 14,25 %    |  |  |
| Votants        | Votants        | Votants               | 186 252 | 85,3 %     | 187 180 | 85,75 %    |  |  |
|                |                |                       |         |            |         |            |  |  |
|                |                |                       |         | % votants  |         | % votants  |  |  |
| Blancs ou nuls | Blancs ou nuls | Blancs ou nuls        | 4 539   | 2,44 %     | 12 072  | 6,45 %     |  |  |
| Exprimés       | Exprimés       | Exprimés              | 181 713 | 97,56 %    | 175 108 | 97,56 %    |  |  |

### 2007
Au premier tour de l'élection présidentielle de 2007, Sarkozy réussit à capter une partie des voix de Le Pen et arrive largement en tête. Royal est la première femme qualifiée pour le second tour d'une élection présidentielle. Elle est battue avec une avance de 6 points.
Dans l'Aveyron, Nicolas Sarkozy arrive en tête du premier tour avec 28,74 % des exprimés, suivi de Ségolène Royal (27,17 %), François Bayrou (21,59 %), Jean-Marie Le Pen (7,39 %) et Olivier Besancenot (3,96 %). Au second tour, les électeurs ont voté à 50,83 % pour Nicolas Sarkozy contre 49,17 % pour Ségolène Royal avec un taux de participation de 88,4 % des inscrits.
|                | UMP            | Nicolas Sarkozy      | 54 316  | 28,74 %    | 93 433  | 50,83 %    |  |  |
|                | PS             | Ségolène Royal       | 51 344  | 27,17 %    | 90 382  | 49,17 %    |  |  |
|                | UDF            | François Bayrou      | 40 810  | 21,59 %    |         |            |  |  |
|                | FN             | Jean-Marie Le Pen    | 13 959  | 7,39 %     |         |            |  |  |
|                | LCR            | Olivier Besancenot   | 7 492   | 3,96 %     |         |            |  |  |
|                | SE             | José Bové            | 5 579   | 2,95 %     |         |            |  |  |
|                | MPF            | Philippe de Villiers | 3 807   | 2,01 %     |         |            |  |  |
|                | CPNT           | Frédéric Nihous      | 3 332   | 1,76 %     |         |            |  |  |
|                | GPA            | Marie-George Buffet  | 2 868   | 1,52 %     |         |            |  |  |
|                | Les Verts      | Dominique Voynet     | 2 600   | 1,38 %     |         |            |  |  |
|                | LO             | Arlette Laguiller    | 1 907   | 1,01 %     |         |            |  |  |
|                | CNRSP          | Gérard Schivardi     | 986     | 0,52 %     |         |            |  |  |
|                |                |                      |         |            |         |            |  |  |
|                |                |                      | Nombre  | % inscrits | Nombre  | % inscrits |  |  |
| Inscrits       | Inscrits       | Inscrits             | 217 981 |            | 217 855 |            |  |  |
| Abstentions    | Abstentions    | Abstentions          | 25 692  | 11,79 %    | 25 270  | 11,6 %     |  |  |
| Votants        | Votants        | Votants              | 192 289 | 88,21 %    | 192 585 | 88,4 %     |  |  |
|                |                |                      |         |            |         |            |  |  |
|                |                |                      |         | % votants  |         | % votants  |  |  |
| Blancs ou nuls | Blancs ou nuls | Blancs ou nuls       | 3 289   | 1,71 %     | 8 770   | 4,55 %     |  |  |
| Exprimés       | Exprimés       | Exprimés             | 189 000 | 98,29 %    | 183 815 | 95,45 %    |  |  |

### 2002
Après cinq années de cohabitation, un duel est attendu entre Chirac et le Premier ministre Jospin lors de l'élection présidentielle de 2002, mais, à la surprise générale, ce dernier est devancé par Le Pen au premier tour. Au second tour, Chirac bénéficie du ralliement de la gauche et reçoit un score sans précédent. Il s'agit de la première élection pour un mandat de cinq ans et non plus sept.
Dans l'Aveyron, Jacques  Chirac arrive en tête du premier tour avec 22,18 % des exprimés, suivi de Lionel  Jospin (16,31 %), Jean-Marie  Le Pen (12,11 %), Jean  Saint-Josse (8,21 %) et François Bayrou (7,16 %). Au second tour, les électeurs ont voté à 88,14 % pour Jacques  Chirac contre 11,86 % pour Jean-Marie  Le Pen avec un taux de participation de 84,83 % des inscrits.
|                | RPR            | Jacques Chirac          | 35 438  | 22,18 %    | 150 288 | 88,14 %    |  |  |
|                | PS             | Lionel Jospin           | 26 062  | 16,31 %    |         |            |  |  |
|                | FN             | Jean-Marie Le Pen       | 19 344  | 12,11 %    | 20 216  | 11,86 %    |  |  |
|                | CPNT           | Jean Saint-Josse        | 13 115  | 8,21 %     |         |            |  |  |
|                | UDF            | François Bayrou         | 11 435  | 7,16 %     |         |            |  |  |
|                | MC             | Jean-Pierre Chevènement | 7 994   | 5 %        |         |            |  |  |
|                | LO             | Arlette Laguiller       | 7 903   | 4,95 %     |         |            |  |  |
|                | LCR            | Olivier Besancenot      | 7 780   | 4,87 %     |         |            |  |  |
|                | Les Verts      | Noël Mamère             | 7 611   | 4,76 %     |         |            |  |  |
|                | DL             | Alain Madelin           | 6 705   | 4,2 %      |         |            |  |  |
|                | PC             | Robert Hue              | 4 701   | 2,94 %     |         |            |  |  |
|                | PRG            | Christiane Taubira      | 3 029   | 1,9 %      |         |            |  |  |
|                | Cap21          | Corinne Lepage          | 2 999   | 1,88 %     |         |            |  |  |
|                | FRS            | Christine Boutin        | 2 538   | 1,59 %     |         |            |  |  |
|                | MNR            | Bruno Mégret            | 2 502   | 1,57 %     |         |            |  |  |
|                | PT             | Daniel Gluckstein       | 641     | 0,4 %      |         |            |  |  |
|                |                |                         |         |            |         |            |  |  |
|                |                |                         | Nombre  | % inscrits | Nombre  | % inscrits |  |  |
| Inscrits       | Inscrits       | Inscrits                | 214 585 |            | 214 550 |            |  |  |
| Abstentions    | Abstentions    | Abstentions             | 46 768  | 21,79 %    | 32 541  | 15,17 %    |  |  |
| Votants        | Votants        | Votants                 | 167 817 | 78,21 %    | 182 009 | 84,83 %    |  |  |
|                |                |                         |         |            |         |            |  |  |
|                |                |                         |         | % votants  |         | % votants  |  |  |
| Blancs ou nuls | Blancs ou nuls | Blancs ou nuls          | 8 020   | 4,78 %     | 11 505  | 6,32 %     |  |  |
| Exprimés       | Exprimés       | Exprimés                | 159 797 | 95,22 %    | 170 504 | 93,68 %    |  |  |

### 1995
Après une nouvelle cohabitation et alors que la droite est particulièrement divisée entre Chirac et le Premier ministre Balladur, Jospin réussit à arriver en tête au premier tour de l'élection présidentielle de 1995, malgré la très lourde défaite de la gauche aux législatives de 1993. Au second tour, il est battu par Chirac.
Dans l'Aveyron, Jacques Chirac arrive en tête du premier tour avec 26,03 % des exprimés, suivi de Lionel Jospin (24,57 %), Édouard Balladur (21,05 %), Jean-Marie Le Pen (8,51 %) et Robert Hue (6,93 %). Au second tour, les électeurs ont voté à 55,87 % pour Jacques Chirac contre 44,13 % pour Lionel Jospin avec un taux de participation de 85,19 % des inscrits.
|                | RPR            | Jacques Chirac       | 44 609  | 26,03 %    | 96 496  | 55,87 %    |  |  |
|                | PS             | Lionel Jospin        | 42 115  | 24,57 %    | 76 209  | 44,13 %    |  |  |
|                | RPR            | Édouard Balladur     | 36 077  | 21,05 %    |         |            |  |  |
|                | FN             | Jean-Marie Le Pen    | 14 586  | 8,51 %     |         |            |  |  |
|                | PC             | Robert Hue           | 11 874  | 6,93 %     |         |            |  |  |
|                | LO             | Arlette Laguiller    | 8 101   | 4,73 %     |         |            |  |  |
|                | MPF            | Philippe de Villiers | 7 643   | 4,46 %     |         |            |  |  |
|                | Les Verts      | Dominique Voynet     | 5 881   | 3,43 %     |         |            |  |  |
|                | S&P            | Jacques Cheminade    | 518     | 0,3 %      |         |            |  |  |
|                |                |                      |         |            |         |            |  |  |
|                |                |                      | Nombre  | % inscrits | Nombre  | % inscrits |  |  |
| Inscrits       | Inscrits       | Inscrits             | 212 792 |            | 212 698 |            |  |  |
| Abstentions    | Abstentions    | Abstentions          | 35 244  | 16,56 %    | 31 491  | 14,81 %    |  |  |
| Votants        | Votants        | Votants              | 177 548 | 83,44 %    | 181 207 | 85,19 %    |  |  |
|                |                |                      |         |            |         |            |  |  |
|                |                |                      |         | % votants  |         | % votants  |  |  |
| Blancs ou nuls | Blancs ou nuls | Blancs ou nuls       | 6 144   | 3,46 %     | 8 502   | 4,69 %     |  |  |
| Exprimés       | Exprimés       | Exprimés             | 171 404 | 96,54 %    | 172 705 | 95,31 %    |  |  |

### 1988
Après deux ans de cohabitation, Mitterrand affronte le Premier ministre Chirac lors de l'élection présidentielle de 1988. Le Pen obtient au premier tour un score jusque-là sans précédent pour un parti d'extrême droite. Au second tour, Mitterrand est facilement réélu.
Dans l'Aveyron, François Mitterrand arrive en tête du premier tour avec 33,58 % des exprimés, suivi de Jacques Chirac (25,77 %), Raymond Barre (18,5 %), Jean-Marie Le Pen (8,87 %) et André Lajoinie (4,48 %). Au second tour, les électeurs ont voté à 50,51 % pour François Mitterrand contre 49,49 % pour Jacques Chirac avec un taux de participation de 88,4 % des inscrits.
|                | PS                    | François Mitterrand | 58 860  | 33,58 %    | 91 943  | 50,51 %    |  |  |
|                | RPR                   | Jacques Chirac      | 45 171  | 25,77 %    | 90 086  | 49,49 %    |  |  |
|                | SE                    | Raymond Barre       | 32 429  | 18,5 %     |         |            |  |  |
|                | FN                    | Jean-Marie Le Pen   | 15 542  | 8,87 %     |         |            |  |  |
|                | PC                    | André Lajoinie      | 7 852   | 4,48 %     |         |            |  |  |
|                | Les Verts             | Antoine Waechter    | 6 903   | 3,94 %     |         |            |  |  |
|                | Communiste rénovateur | Pierre Juquin       | 4 062   | 2,32 %     |         |            |  |  |
|                | LO                    | Arlette Laguiller   | 3 804   | 2,17 %     |         |            |  |  |
|                | MPT                   | Pierre Boussel      | 682     | 0,39 %     |         |            |  |  |
|                |                       |                     |         |            |         |            |  |  |
|                |                       |                     | Nombre  | % inscrits | Nombre  | % inscrits |  |  |
| Inscrits       | Inscrits              | Inscrits            | 212 409 |            | 212 348 |            |  |  |
| Abstentions    | Abstentions           | Abstentions         | 32 912  | 15,49 %    | 24 641  | 11,6 %     |  |  |
| Votants        | Votants               | Votants             | 179 497 | 84,51 %    | 187 707 | 88,4 %     |  |  |
|                |                       |                     |         |            |         |            |  |  |
|                |                       |                     |         | % votants  |         | % votants  |  |  |
| Blancs ou nuls | Blancs ou nuls        | Blancs ou nuls      | 4 192   | 2,34 %     | 5 678   | 3,02 %     |  |  |
| Exprimés       | Exprimés              | Exprimés            | 175 305 | 97,66 %    | 182 029 | 96,98 %    |  |  |

### 1981
Lors de l'élection présidentielle de 1981, Giscard d'Estaing arrive en tête au premier tour et affronte, comme la fois précédente, Mitterrand. Pour la première fois, un président sortant est battu : Mitterrand devient le premier président de gauche de la Ve République.
Dans l'Aveyron, Valéry Giscard d'Estaing arrive en tête du premier tour avec 30,27 % des exprimés, suivi de François Mitterrand (25,87 %), Jacques Chirac (21,95 %), Georges Marchais (9,63 %) et Brice Lalonde (3,83 %). Au second tour, les électeurs ont voté à 56,61 % pour Valéry Giscard d'Estaing contre 48,11 % pour François Mitterrand avec un taux de participation de 88,69 % des inscrits.
|                | UDF            | Valéry Giscard d'Estaing | 51 618  | 30,27 %    | 93 488  | 51,89 %    |  |  |
|                | PS             | François Mitterrand      | 44 109  | 25,87 %    | 86 686  | 48,11 %    |  |  |
|                | RPR            | Jacques Chirac           | 37 425  | 21,95 %    |         |            |  |  |
|                | PC             | Georges Marchais         | 16 427  | 9,63 %     |         |            |  |  |
|                | MEP            | Brice Lalonde            | 6 532   | 3,83 %     |         |            |  |  |
|                | LO             | Arlette Laguiller        | 4 884   | 2,86 %     |         |            |  |  |
|                | MRG            | Michel Crépeau           | 2 985   | 1,75 %     |         |            |  |  |
|                | Divers droite  | Michel Debré             | 2 534   | 1,49 %     |         |            |  |  |
|                | Divers droite  | Marie-France Garaud      | 2 071   | 1,21 %     |         |            |  |  |
|                | PSU            | Huguette Bouchardeau     | 1 939   | 1,14 %     |         |            |  |  |
|                |                |                          |         |            |         |            |  |  |
|                |                |                          | Nombre  | % inscrits | Nombre  | % inscrits |  |  |
| Inscrits       | Inscrits       | Inscrits                 | 209 707 |            | 209 655 |            |  |  |
| Abstentions    | Abstentions    | Abstentions              | 35 725  | 17,04 %    | 23 703  | 11,31 %    |  |  |
| Votants        | Votants        | Votants                  | 173 982 | 82,96 %    | 185 952 | 88,69 %    |  |  |
|                |                |                          |         |            |         |            |  |  |
|                |                |                          |         | % votants  |         | % votants  |  |  |
| Blancs ou nuls | Blancs ou nuls | Blancs ou nuls           | 3 458   | 1,99 %     | 5 778   | 3,11 %     |  |  |
| Exprimés       | Exprimés       | Exprimés                 | 170 524 | 98,01 %    | 180 174 | 96,89 %    |  |  |

### 1974
L'élection présidentielle de 1974 est une élection anticipée à la suite de la mort de Pompidou. Mitterrand, candidat unique de la gauche, est largement en tête au premier tour devant Giscard d'Estaing, qui distance lui-même Chaban-Delmas. Au terme d'une campagne animée, marquée par un débat télévisé tendu, Giscard d'Estaing l'emporte avec une très courte avance.
Dans l'Aveyron, Valéry Giscard d'Estaing arrive en tête du premier tour avec 40,68 % des exprimés, suivi de François Mitterrand (37,95 %), Jacques Chaban-Delmas (12,04 %), Jean Royer (3,92 %) et Arlette Laguiller (3,01 %). Au second tour, les électeurs ont voté à 56,61 % pour Valéry Giscard d'Estaing contre 43,39 % pour François Mitterrand avec un taux de participation de 89,6 % des inscrits.
|                | RI             | Valéry Giscard d'Estaing' | 65 075  | 40,68 %    | 94 646  | 56,61 %    |  |  |
|                | PS             | François Mitterrand       | 60 709  | 37,95 %    | 72 530  | 43,39 %    |  |  |
|                | UDR            | Jacques Chaban-Delmas     | 19 257  | 12,04 %    |         |            |  |  |
|                | SE             | Jean Royer                | 6 264   | 3,92 %     |         |            |  |  |
|                | LO             | Arlette Laguiller         | 4 814   | 3,01 %     |         |            |  |  |
|                | SE, écologiste | René Dumont               | 1 297   | 0,81 %     |         |            |  |  |
|                | FN             | Jean-Marie Le Pen         | 810     | 0,51 %     |         |            |  |  |
|                | MDSF           | Émile Muller              | 708     | 0,44 %     |         |            |  |  |
|                | FCR            | Alain Krivine             | 452     | 0,28 %     |         |            |  |  |
|                | NAR            | Bertrand Renouvin         | 276     | 0,17 %     |         |            |  |  |
|                | MFE            | Jean-Claude Sebag         | 203     | 0,13 %     |         |            |  |  |
|                |                |                           |         |            |         |            |  |  |
|                |                |                           | Nombre  | % inscrits | Nombre  | % inscrits |  |  |
| Inscrits       | Inscrits       | Inscrits                  | 189 169 |            | 188 978 |            |  |  |
| Abstentions    | Abstentions    | Abstentions               | 27 450  | 14,51 %    | 19 646  | 10,4 %     |  |  |
| Votants        | Votants        | Votants                   | 161 719 | 85,49 %    | 169 332 | 89,6 %     |  |  |
|                |                |                           |         |            |         |            |  |  |
|                |                |                           |         | % votants  |         | % votants  |  |  |
| Blancs ou nuls | Blancs ou nuls | Blancs ou nuls            | 1 758   | 1,09 %     | 2 156   | 1,27 %     |  |  |
| Exprimés       | Exprimés       | Exprimés                  | 159 961 | 98,91 %    | 167 176 | 98,73 %    |  |  |

### 1969
L'élection présidentielle de 1969 est une élection anticipée à la suite de la démission de De Gaulle. La gauche se lance désunie dans la course et, bien que Duclos (PCF) manque de le devancer, c'est le président par intérim Poher qui accède au second tour face à l'ex-Premier ministre Pompidou. Alors que Duclos refuse d'appeler à voter au second tour pour « bonnet blanc ou blanc bonnet », Pompidou est finalement largement élu.
Dans l'Aveyron, Georges Pompidou arrive en tête du premier tour avec 55,52 % des exprimés, suivi de Alain Poher (23,13 %), Jacques Duclos (12,49 %), Gaston Defferre (3,94 %) et Michel Rocard (2,89 %). Au second tour, les électeurs ont voté à 65,04 % pour Georges Pompidou contre 34,96 % pour Alain Poher avec un taux de participation de 78,52 % des inscrits.
|                | UDR            | Georges Pompidou | 82 735  | 55,52 %    | 91 377  | 65,04 %    |  |  |
|                | CD             | Alain Poher      | 34 470  | 23,13 %    | 49 109  | 34,96 %    |  |  |
|                | PC             | Jacques Duclos   | 18 617  | 12,49 %    |         |            |  |  |
|                | SFIO           | Gaston Defferre  | 5 878   | 3,94 %     |         |            |  |  |
|                | PSU            | Michel Rocard    | 4 308   | 2,89 %     |         |            |  |  |
|                | SE             | Louis Ducatel    | 1 662   | 1,12 %     |         |            |  |  |
|                | LC             | Alain Krivine    | 1 345   | 0,9 %      |         |            |  |  |
|                |                |                  |         |            |         |            |  |  |
|                |                |                  | Nombre  | % inscrits | Nombre  | % inscrits |  |  |
| Inscrits       | Inscrits       | Inscrits         | 188 614 |            | 188 540 |            |  |  |
| Abstentions    | Abstentions    | Abstentions      | 37 084  | 19,66 %    | 40 492  | 21,48 %    |  |  |
| Votants        | Votants        | Votants          | 151 530 | 80,34 %    | 148 048 | 78,52 %    |  |  |
|                |                |                  |         |            |         |            |  |  |
|                |                |                  |         | % votants  |         | % votants  |  |  |
| Blancs ou nuls | Blancs ou nuls | Blancs ou nuls   | 2 515   | 1,66 %     | 7 562   | 5,11 %     |  |  |
| Exprimés       | Exprimés       | Exprimés         | 149 015 | 98,34 %    | 140 486 | 94,89 %    |  |  |

### 1965
L'élection présidentielle de 1965 est la première élection au suffrage universel direct à la suite du référendum d'octobre 1962. De Gaulle est mis en ballottage, à la surprise générale, par Mitterrand, candidat unique de la gauche. La campagne du second tour est axée sur l'Europe et les relations internationales ainsi que sur l'armement nucléaire. De Gaulle est finalement réélu avec une large avance.
Dans l'Aveyron, Charles de Gaulle arrive en tête du premier tour avec 40,32 % des exprimés, suivi de François Mitterrand (28 %), Jean Lecanuet (24,03 %), Jean-Louis Tixier-Vignancour (4,37 %) et Pierre Marcilhacy (2,19 %). Au second tour, les électeurs ont voté à 56,38 % pour Charles de Gaulle contre 43,62 % pour François Mitterrand avec un taux de participation de 84,51 % des inscrits.
|                | UNR            | Charles de Gaulle            | 63 337  | 40,32 %    | 86 478  | 56,38 %    |  |  |
|                | CIR            | François Mitterrand          | 43 974  | 28 %       | 66 905  | 43,62 %    |  |  |
|                | MRP            | Jean Lecanuet                | 37 745  | 24,03 %    |         |            |  |  |
|                | SE             | Jean-Louis Tixier-Vignancour | 6 864   | 4,37 %     |         |            |  |  |
|                | PLE            | Pierre Marcilhacy            | 3 442   | 2,19 %     |         |            |  |  |
|                | SE             | Marcel Barbu                 | 1 714   | 1,09 %     |         |            |  |  |
|                |                |                              |         |            |         |            |  |  |
|                |                |                              | Nombre  | % inscrits | Nombre  | % inscrits |  |  |
| Inscrits       | Inscrits       | Inscrits                     | 189 045 |            | 188 848 |            |  |  |
| Abstentions    | Abstentions    | Abstentions                  | 29 760  | 15,74 %    | 29 246  | 15,49 %    |  |  |
| Votants        | Votants        | Votants                      | 159 285 | 84,26 %    | 159 602 | 84,51 %    |  |  |
|                |                |                              |         |            |         |            |  |  |
|                |                |                              |         | % votants  |         | % votants  |  |  |
| Blancs ou nuls | Blancs ou nuls | Blancs ou nuls               | 2 209   | 1,39 %     | 6 219   | 3,9 %      |  |  |
| Exprimés       | Exprimés       | Exprimés                     | 157 076 | 98,61 %    | 153 383 | 96,1 %     |  |  |